# اچ‌ام‌اس راسل (۱۷۶۴)
اچ‌ام‌اس راسل (۱۷۶۴) (به انگلیسی: HMS Russell (1764)) یک کشتی بود که طول آن ۱۶۸ فوت ۶ اینچ (۵۱٫۳۶ متر) بود. این کشتی در سال ۱۷۶۴ ساخته شد.